# 키프로스의 지리

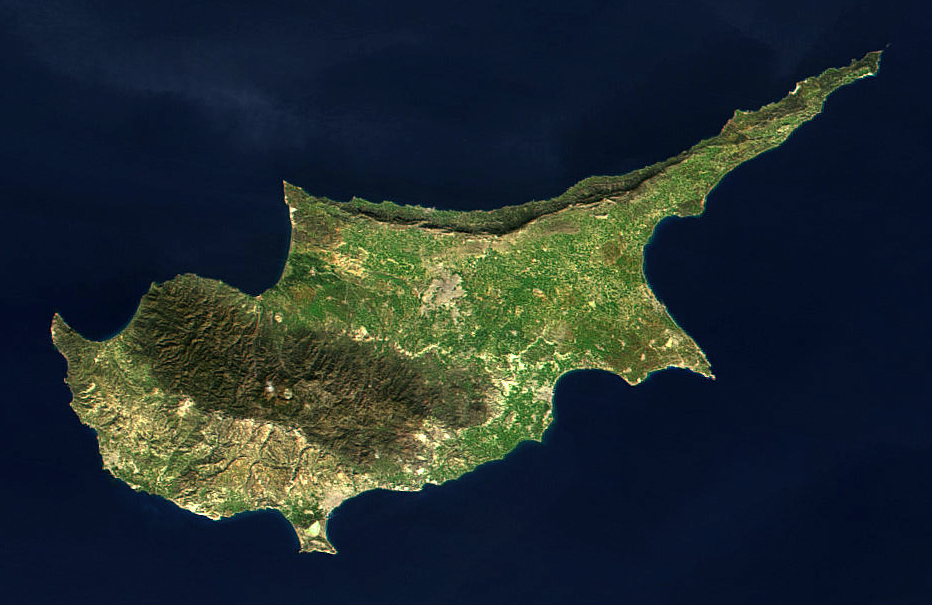
위성사진 (2008년)

키프로스는 지중해의 동쪽 분지의 섬이다. 지중해에서 3번째로 큰 섬이자 세계에서 면적 기준으로 80번째로 큰 섬이다. 기본적으로 서아시아에 위치하고 있지만,, 유럽에 속할 수도 있다.
지중해의 고대사에 자주 등장한 이 섬은 수도 니코시아가 있는 메사오리아 평야를 사이에 끼고 북쪽에 키레니아 산맥, 남쪽에 트로오도스 산맥이 병주해서 달리고 있으며 해안선은 굴곡이 많다.